# Брабазон, Джон Шамбре, 10-й граф Мит
Джон Шамбре Брабазон, 10-й граф Мит (англ. John Chambré Brabazon, 10th Earl of Meath; 9 апреля 1772 — 15 марта 1851) — англо-ирландский пэр.

## Биография
Родился 9 апреля 1772 года. Третий сын Энтони Брабазона, 8-го графа Мита (1721—1790), и Грейс Ли (? — 1812).
26 мая 1797 года после смерти своего старшего брата, Уильяма Брабазона, 9-го графа Мита, убитого на дуэли с капитаном Робертом Гором, Джон Шамбре Брабазон унаследовал титулы 10-го графа Мита (Пэрство Ирландии) и 11-го барона Арди из графства Лаут (Пэрство Ирландии).
Хранитель рукописей (Custos Rotulorum) графства Уиклоу (1797—1851) и лорд-лейтенант графства Дублин (1831—1851).
10 сентября 1831 года для него был создан титул 1-го барона Чауорта из Итон-Холла, графство Херефордшир (Пэрство Соединённого королевства), что дало ему и его потомкам автоматическое место в Палате лордов Великобритании.
Кавалер Ордена Святого Патрика (24 ноября 1831) и член Тайного совета Ирландии (1833).
31 декабря 1801 года лорд Мит женился на леди Мелозине Аделаиде Мид (около 1781 — 26 марта 1866), дочери Джона Мида, 1-го графа Клануильяма (1744—1800), и Теодосии Хокинс-Мэгилл (1743—1817). У супругов было шестеро детей: в том числе:
- Уильям Брабазон, 11-й граф Мит (25 октября 1803 — 26 мая 1887), преемник отца.
- Леди Теодосия Брабазон (ок. 1811 — 13 февраля 1876), в 1832 году она вышла замуж за Арчибальда Ачесона, 3-го графа Госфорда, от брака с которым у неё было семеро детей.

Лорд Мит скончался 15 марта 1851 года в возрасте 78 лет. Ему наследовал его сын, Уильям Брабазон.